# Académie royale des sciences, des lettres et des beaux-arts de Belgique
De Académie royale des sciences, des lettres et des beaux-arts de Belgique of kortweg Académie royale de Belgique is de Franstalige tegenhanger van de Koninklijke Vlaamse Academie van België voor Wetenschappen en Kunsten (KVAB).

## Geschiedenis
Net als de KVAB is de Académie royale de geestelijke erfgenaam van in in 1772 opgerichte Thérésienne. Deze werd in de Franse tijd afgeschaft maar herleefde in 1816 door toedoen van koning Willem I. In 1830 werd dit de nationale Koninklijke Academie voor Wetenschappen en Letteren van België, waar de voertaal Frans was.
Na de vernederlandsing van de Rijksuniversiteit Gent en de ontdubbeling van de leergangen aan de Université libre de Bruxelles/Vrije Universiteit Brussel en de Université Catholique de Louvain/Katholieke Universiteit Leuven ontstond de behoefte om ook een academie in het Nederlands te organiseren. Een Vlaamse vleugel werd daartoe opgericht in 1938 binnen de aloude Academie.
De instelling werd in 1971 opgesplitst langs taalkundige lijnen in uitvoering van de eerste staatshervorming. Sindsdien valt de Académie royale de Belgique onder de Franse Gemeenschap.

## Publicaties
- Biographie Nationale, 12.086 biografieën in 44 boekdelen, uitgegeven tussen 1866 en 1986